# Букатов, Вячеслав Михайлович
Вячесла́в Миха́йлович Бука́тов (род. 3 июня 1952, Москва) — российский педагог-психолог, методист, театральный педагог, герменевт, доктор педагогических наук, специалист по социо-игровой педагогике, автор драмогерменевтики — интерактивной версии классической дидактики, обеспечивающей реальную модернизацию классно-урочной формы обучения в современных школах. Исследует приёмы адаптации «режиссуры урока» к условиям онлайн образования в российской педагогике (Москва, Екатеринбург, Иркутск, Улан-Удэ и др. регионы)

## Биография
В. М. Букатов родился в Москве. Со школьной скамьи увлекался театром. С 1966 года посещал ТЮМ («Театр юных москвичей» городского Дворца Пионеров), где обучался у педагога Е. В. Галкиной. Играл в спектаклях вместе с Н. Гундаревой, В. Беляковичем, В. В. Ивановым, О. Науменко и др.
В 1974 году окончил отделение педагогики и психологии Московского государственного педагогического института имени В. И. Ленина. С 1973 года знакомится с театральной «теорией действий» Петра Михайловича Ершова. Становится его учеником и последователем в сфере театральной педагогики. В ТЮМе обучает школьников театральному искусству, ставит с ними спектакли. Под руководством А. П. Ершовой — дочери режиссёра — В. М. Букатов разрабатывает программу для четырёхлетнего обучения в детских театральных студиях (в 1987 году она рекомендована научно-методическим кабинетом Министерства культуры РСФСР, а в 1995 — Главным управлением Министерства образования РФ).
Совместно с А. П. Ершовой разрабатываются подробные рекомендации по обучению актёрскому мастерству. В 1989 году В. М. Букатов в Институте художественного воспитания Академии педагогических наук СССР защищает диссертацию по детской театральной педагогике (тема «Реализация общедидактических требований как условие художественно-творческого развития подростков на театральном отделении школы искусств», научный руководитель А. П. Ершова). С 1993 года В. М. Букатов, А. П. Ершова и А. В. Гребёнкин открывают актёрские курсы, многие из выпускников которых организуют молодёжные театры: «Театр 111» и «Класс-театр: режиссура как практическая психология», «Московская Драматическая Группа», Театр им. Гомера, где В. М. Букатов и А. П. Ершова осуществляли драматические постановки. Спектакли этих театров стали лауреатами отечественных и международных театральных фестивалей: V Европейского фестиваля независимых театров в Словакии (2003); Пермского театрального фестиваля (2002); Нижегородского фестиваля «Параллельный театр» (2004), Всероссийского фестиваля любительских театров «Успех» (2009, 2010, 2013), Фестиваля молодёжных театров в Австрии (2004) и др.
С 2013 по май 2018 года являлся членом Экспертного совета по педагогике и психологии ВАК РФ.

## Научно-педагогическая деятельность
В соавторстве с А. П. Ершовой с середины 70-х годов разрабатывается и пропагандируется использование рядовыми учителями приёмов театральной педагогики на уроках в общеобразовательных школах. С 1980 года А. П. Ершова и В. М. Букатов присоединяются к научно-исследовательской группе выдающегося психолога-педагога Е. Е. Шулешко и возглавляют направление, которое стало известно как «социо-игровая педагогика». Их статьи выходят в «Учительской газете» и журналах «Педагогика», «Знание — сила», «Педагогическое образование», «Искусство в школе», «Школьный психолог» и др.). В. М. Букатов ведет многочисленные семинары для школьных учителей и для воспитателей детских садов. Сторонники социо-игрового направления успешно работают в Красноярском крае, Ростовской области, Карелии, Украине, в русскоязычных школах Эстонии и Латвии.
С 1998 года В. М. Букатов возглавляет отделы «Режиссура урока» и «Я иду с урока» в редакции газеты «Первое сентября». Материалы этих отделов становятся особо востребованными у практиков и весьма популярными среди читателей. В них учителя находят материалы, которые, с одной стороны, помогают им понять современные веяния в классической дидактике, а с другой, получить конкретные советы-подсказки о том, как ту или иную методику обучения оживить при помощи игровых приёмов и технологий.
В 2001 году В. М. Букатов защитил докторскую диссертацию «Театральные технологии в гуманизации процесса обучения школьников» (о роли театральных технологий в гуманистическом подходе к дидактике и предметным методикам образования). Преподаёт в ряде вузов Москвы, Красноярска, Екатеринбурга, Анапы, Нальчика, Самары и позже Южно-Сахалинска. С 2005 года — профессор Московского психолого-социального университета.
С 2004 по 2014 годы возглавляет экспериментальную работу педагогических площадок в городских и сельских школах по темам, связанным с интерактивными инициативами учителей на школьных уроках. В. М. Букатов готовит к печати научные труды своего учителя П. М. Ершова. Основными публикациями стали «Искусство толкования» в двух томах (М.,1997) и «Скрытая логика страстей, чувств и поступков» (Дубна, 2009), посвященные подробному изложению «Информационно-потребностной концепции человека», над разработкой которой П. М. Ершов трудился совместно с психо-физиологом, академиком П. В. Симоновым, с которым его связывали годы совместной работы и дружбы.
Результаты своей многолетней исследовательской деятельности В. М. Букатов подробно и неоднократно излагает в научных и научно-популярных работах, в выступлениях на научно-практических конференциях. В Москве, Красноярске, Петрозаводске, Самаре, Твери, Екатеринбурге, Анапе, Нальчике, Южно-Сахалинске и других городах РФ он ведет многочисленные курсы, связанные с профессиональной подготовкой студентов, с повышением квалификации школьных учителей и вузовских преподавателей.
С 80-х годов на материале художественной литературы (Пушкин, Крылов, Тютчев, Тургенев, Толстой, Чехов, Есенин, Платонов, Паустовский и др.) разрабатывал читательские тренинги для студентов, бакалавров, магистрантов и аспирантов педагогических вузов и колледжей. Двигательно-групповой стиль, следуя предписаниям драмогерменевтики, охватывал обе составляющие части этих тренингов: 1) интерактивно-групповую работу с текстом и 2) коммуникативно-групповые обмены толкованиями, интерпретациями и комментариями. Во втором десятилетии XXI века перечень тренингов существенно расширился «уроками чтения» профессионально-методической литературы.

## Социо-игровая педагогика и драмогерменевтика
Использование приемов театральной педагогики при обучении школьников на обычных уроках и на занятиях в художественных студиях получило название социо-игровой педагогики. Её характерной чертой является возможность адаптировать и(или) подбирать игровые приёмы и технологии обучения к любой из существующих методик. Игровые вставки, прививки и акценты способны оживить процесс обучения, внести в урок развлекающие, увлекающие и укрепляющие ученический интерес моменты. Многие из них основаны на традиционных детских играх — жеребьёвках, прятках, поисках (горячо-холодно), эстафетах и т. д.
Основные характеристики этого направления связаны с педагогическим общением и непременным выполнением во время учебного процесса трёх «Золотых правил»: 1) обеспечение двигательной активности учащихся; 2) периодическая смена не только заданий, но и мизансцен, темпа/ритма, ролей и стилей поведения; 3) выполнение заданий «малыми группами» сменного состава. Методологическим обобщением интерактивно-образовательных эффектов данных театрально-ориентированных технологий обучения стала сконструированная В. М. Букатовым драмогерменевтика (с наступлением XXI века терминология «социо-игровой» и «драмогерменевтический» стала в разных изданиях печататься и слитно, и с косой чертой, и через дефис).
Соединением драмы (от греч. δρᾶμα — действие) с герменевтикой (от др.-греч. ἑρμηνευτική — «искусство толкования»), отражающим деловые аспекты переплетения театральной деятельности с наукой об искусстве толкования, понимания и интерпретации, В. М. Букатов обозначил новаторское направление в дидактике, связанное с интерактивным — «здесь и сейчас» — сопряжением трех сфер: театральной, герменевтической и педагогического мастерства. Обогащение интерактивностью традиционных принципов классической дидактики позволяет позитивно отвечать вызовам современности, связанным с префигуративным типом обмена знаний, когда по объективным причинам культурный обмен начинает определяться парадоксальным вектором передачи: от детей к взрослым.
Ведущие идеи драмогерменевтики были отражены в практико-ориентированной таблице по конструированию игровых процедур «режиссуры урока», среди учителей получившей название драмогерменевтической «таблицы-бабочки».

## Методические достижения В. М. Букатова в детской театральной и общей педагогике
В 1986 году опыт обучения детей младшего школьного возраста и старших подростков был представлен В. М. Букатовым в экспозиции НИИ художественного воспитания АПН на ВДНХ СССР. Союзом Театральных Деятелей (СТД) в 1989 году Букатов В. М. был направлен на международную конференцию «Вперед в 90-е» (Нью-Йорк, 1989), на которой им были прочитаны доклады о детской педагогике и об использовании театрального опыта в российской педагогике, проведен мастер-класс и открытое занятие в летнем детском лагере с театральным уклоном.
В 1995 году книга «Режиссура урока, общения и поведения учителя», написанная в соавторстве с А. П. Ершовой и изданная Московским психолого-социальным институтом, была удостоена Дипломом II степени Министерства образования РФ по итогам конкурса среди книг по педагогике за 1995 год.
Четвёртое издание «Режиссуры урока, общения и поведения учителя» (переработанное и дополненное) на V Международном конкурсе «Университетская книга — 2010» было отмечено дипломом в номинации «Лучшее учебное издание по педагогическим наукам».
В 2002 году книга «Домашняя азбука», созданная в соавторстве с М. В. Ганькиной и Т. Б. Ярыгиной и выпущенная издательством «Аванта+», была удостоена Почетным дипломом в номинации «Практический педагогический и библиотечный опыт» по решению комиссии «Премия им. Л. Н. Толстого за вклад в развитие литературы для детей».

## Список спектаклей, поставленных В. М. Букатовым
- Урок дочкам (И. Крылов), 1978
- Антигона (Софокл), 1979; 2 ред.- 2005
- Федякин крупным планом (А. Хмелик), 1980
- Два клёна (Е. Шварц), 1981
- Неразменный рубль (Ю. Елисеев), 1983
- Зайка-Зазнайка (С. Михалков), 1985; 2 ред.-1998; 3 ред.- 2003
- Отважное сердце (И. Эвальд), 1986
- Лунные волки (Н. Садур), 1999
- Чудная баба (Н. Садур), 2000
- Ехай (Н. Садур), 2000; 2 ред.- 2009
- За Марьиным логом (по пьесе «Дом окнами в поле» А. Вампилова), 2001
- Последний автобус (Р. Куду), 2004
- Русская Греция (В. Жуковский; по тексту 5-й и 9-й песен «Одиссеи» Гомера), 2004
- Красная шапочка (по сказке Ш. Перро), 2004

### Основные публикации
- Хрестоматия игровых приемов обучения: Книга для учителя: Я иду на урок / В. М. Букатов, А. П. Ершова.- Изд. 2-е, стереотипное.- М., 2002.- 224 с. : ил.
- Букатов В. М. О поучительном противостоянии НИИ дошкольного воспитания АПН СССР концепции подготовки детей к школе. Историко-тематический этюд по материалам доклада, в 1989 году представленного Е. Е. Шулешко в Президиум АПН СССР для обсуждения на открытом заседании // Новое в психолого-педагогических исследованиях. — № 2(2022). — С. 5-22.
- Общение на уроке, или Режиссура поведения учителя / П. М. Ершов, А. П. Ершова, В. М. Букатов.- Изд. 2-е, перераб. и доп.- М., 1998.- 336 с.
- Букатов В. М. Тайнопись «бессмыслиц» в поэзии Пушкина: Очерки по практической герменевтике / Акад. пед. и соц. наук. Моск. психол.-соц. ин-т. — Москва: Флинта, 1999. — 128 с. — ISBN 5-89502-078-X.
- Педагогические таинства дидактических игр: Учебно-методическое пособие / В. М. Букатов.- Изд. 2-е, испр. и дополн.- М., 2003.- 152 с. : ил.
- Режиссура урока, общения и поведения учителя: Пособие для учителя / А. П. Ершова, В. М. Букатов — Изд. 5-е, дополн.- СПб., 2021.- 408 с. : ил.
- Нескучные уроки: Обстоятельное изложение социо-игровых технологий обучения школьников: пособие для учителей физики, математики, географии, географии, биологии и химии / Букатов В. М., Ершова А. П. — СПб., 2013. — 240 c.
- Настольная книга воспитателей по социо-игровым способам проведения занятий в старших и подготовительных группах детского сада: Монография / Вячеслав Букатов. — СПб, 2019. — 216 с. : ил.

- Букатов В. М. Как организовать импровизированный театр теней: Рассказ о премудростях проведения мастер-класса для студентов, учителей, социальных работников и психологов[21] // Школьный психолог.- 2011.- № 04.- С.17-31.
- Актерская грамота — подросткам / А. П. Ершова, В. М. Букатов. — [М.], Ивантеевка, 1994. — 160 с.
- Букатов В. М. О распадающейся «связи времён», педагогических парадоксах и «палочке-выручалочке» в школах XXI века[22] // Известия Академии педагогических и социальных наук: XV; В двух частях: часть I . — М., 2011. — С. 246—255.
- «АЗЪ, БУКИ, ВЕДИ». Комментарий В.Букатова к письму сельской учительницы Е.Усачёвой.[23] / В. М. Букатов // Педагогическая техника. −2013, № 4.- С. 16-24.
- Букатов В. М. Драмо/герменевтика как инновационное звено в современном развитии отечественной дидактики // Вестник Тверского государственного университета. Серия: Педагогика и психология. — 2015, № 3.- С. 128—139.
- Букатов В. М. Предлагаемые обстоятельства интерактивных подходов к воспитанию в XXI веке // В сборнике: Теория и практика воспитания: педагогика и психология материалы Международной научно-практической конференции, посвященной 120-летию со дня рождения Л. С. Выготского. 2016. С. 262—266.
- Букатов В. М. Эдьютеймент: дидактические уроки игровых инноваций в образовании взрослых // Актуальные проблемы психологического знания.- 2017, № 2.- 20-26.
- Букатов В. М. Клиповые изменения в восприятии, понимании и мышлении современных школьников — досадное новообразование «постиндустриального уклада» или долгожданная реанимация психического естества? // «Актуальные проблемы психологического знания» — 2018. — № 4 (49). — С.5-19.
- Букатов В. М. МЯ(!)ТЕЛЬ как камень читательского преткновения на пути понимания клиповых затей «покойного Ивана Петровича Белкина» и креативного разоблачения еще не открытого в кино эффекта Кулешова [начало]. — Мир образования — образование в мире. — 2019, № 1(73). — С.85-100. — окончание]. - Мир образования - образование в мире. - 2019, №2(74). - С.92-107.
- Букатов В.М. УРОКИ ЧТЕНИЯ профессионально-методической литературы: от «Принцессы на горошине» Андерсена к редакторским огрехам в учебно-методическом издании идей Е. Е. Шулешко (читательский тренинг для бакалавров, магистрантов и студентов педагогических вузов и колледжей) // Новое в психолого-педагогических исследованиях. — № 3 (2022). — С. 69-88.